# Дітер Борнкессель
Дітер Борнкессель (нім. Dieter Bornkessel; 7 серпня 1920, Дрезден — 22 серпня 1992) — німецький офіцер-підводник, оберлейтенант-цур-зее резерву крігсмаріне.

## Біографія
1 грудня 1939 року вступив на флот. З 30 березня 1942 року — 3-й вахтовий офіцер на підводному човні U-178. З 14 червня 1942 року — 2-й вахтовий офіцер на U-616. З 28 грудня 1942 року — 1-й вахтовий офіцер на U-29, з 13 липня 1943 року — на U-354. 13 квітня 1944 року переданий в розпорядження 13-ї флотилії. 1-31 травня пройшов курс позиціонування (радіовимірювання), з 1 червня по 16 липня — курс командира човна. 17-29 липня служив в командуванні K-Verbände. З 13 листопада 1944 по 14 квітня 1945 року — командир U-2332. В травні був взятий в полон британськими військами. 18 жовтня 1945 року звільнений.

## Звання
- Рекрут (1 жовтня 1939)
- Зондерфюрер (18 квітня 1940)
- Штурмансмат резерву (1 травня 1940)
- Оберштурман резерву (1 вересня 1941)
- Лейтенант-цур-зее резерву (1 червня 1942)
- Оберлейтенант-цур-зее резерву (1 лютого 1944)

## Нагороди
- Залізний хрест
  - 2-го класу (4 серпня 1941)
  - 1-го класу (18 січня 1944)
- Нагрудний знак підводника
- Фронтова планка підводника в бронзі (15 грудня 1944)